# فوبیا (فیلم ۲۰۱۶)
فوبیا (به انگلیسی: Phobia) فیلمی هندی محصول سال ۲۰۱۶ و به کارگردانی پاوان کیرپالانی است. در این فیلم بازیگرانی همچون رادیکا آپته، ساتیادیپ میشرا، آنکور ویکال، نیویدیتا باتاچاریا، فائزه جلالی و آروش ناند ایفای نقش کرده‌اند.